# 石原夕里朱
石原 夕里朱（いしはら ゆりか、1989年12月12日 - ）は、日本のタレント、モデル、女優。愛称はりぃちゃん。
京都府京都市出身。

## 人物
- 趣味はフィギュアスケート、ゴルフ。
- 特技はダンス、歌。

## 経歴
- 14歳でジュニアアイドルデビュー。

## 出演

### テレビ
- 携帯配信ドラマ「恋愛約束」（2008年7月、魔法のiらんど）生徒役
- 「霧の火 樺太・真岡郵便局に散った九人の乙女たち」（2008年8月25日、NTV）電話交換手役
- ギルガメッシュLIGHT（2012年1月13日 - 7月27日、BSジャパン）G9（仮）1期生レギュラー[1]
- エンタメ通信（2011年8月11日、テレビ東京）ロケコーナー
- ギルガメッシュLIGHT～一夜限りの復活スペシャル～（2013年12月30日、BSジャパン）
- にっぽん！いい旅（2014年5月、テレビ東京）
- 「ラブホの上野さん」最終話（2017年4月5日、フジテレビ）
- 教えて！アプリ先生（2017年6月、東京MX）
- 「SUITS」第4話（2018年10月29日、フジテレビ）
- 「先人たちの底力 知恵泉」(2021年1月1日、NHK教育テレビジョン)

### 映画
- 「劇場版 現代怪奇百物語 -壱之章- 」（2019年6月1日公開） - 黒田 尚子 役

### CM

#### 放映中のCM
- N2M「MELKEE メイクキープスプレー」（2021年10月)

### ファッションショー
- 関西コレクション2017 A/W（2017年8月30日）

### イベント
- DVD発売記念＆Birthdayイベント（2004年12月）
- Big Wave Live 2005 vol.1-大坂の陣（2005年1月）
- kansai美少女アイドルPARTY vol.2（2005年3月）
- デジタルサイネージジャパン 2012（2012年6月）

### 広告
- 近江屋 振袖カタログ「和ごころ」（表紙、中ページ） モデル

### WEB
- 通販サイトMobacolle（earth music & ecology、Dip Drops） モデル
- 不動産ガレント大宮東 ナビゲーター（2017年1月19日 - ）
- 不動産ガレント和光白子 ナビゲーター（2017年1月19日 - ）
- 不動産ガレント越谷レイクタウン ナビゲーター（2017年3月27日 - ）

### その他
- 富士急ハイランド 戦慄迷宮 エピソード映像 看護婦役
- NTT docomo PV＜終わらない楽しさ編＞（全国のdocomoショップにて）友人役

## 作品

### DVD
- SWEETS（2004年11月19日、エッジ）

### 雑誌
- Chu→Boh 5 DVD付（2005年1月7日）
- デジタルTVガイド（2012年5月号）
- ヤングマガジン（2012年20号、講談社）